# Villahoz
Villahoz é um município da Espanha na província de Burgos, comunidade autónoma de Castela e Leão, de área 50,57 km² com população de 359 habitantes (2004) e densidade populacional de 7,10 hab/km².

## Demografia
| Variação demográfica do município entre 1991 e 2004 | Variação demográfica do município entre 1991 e 2004 | Variação demográfica do município entre 1991 e 2004 | Variação demográfica do município entre 1991 e 2004 |
| --------------------------------------------------- | --------------------------------------------------- | --------------------------------------------------- | --------------------------------------------------- |
| 1991                                                | 1996                                                | 2001                                                | 2004                                                |
| 446                                                 | 434                                                 | 402                                                 | 359                                                 |